# Landjäger

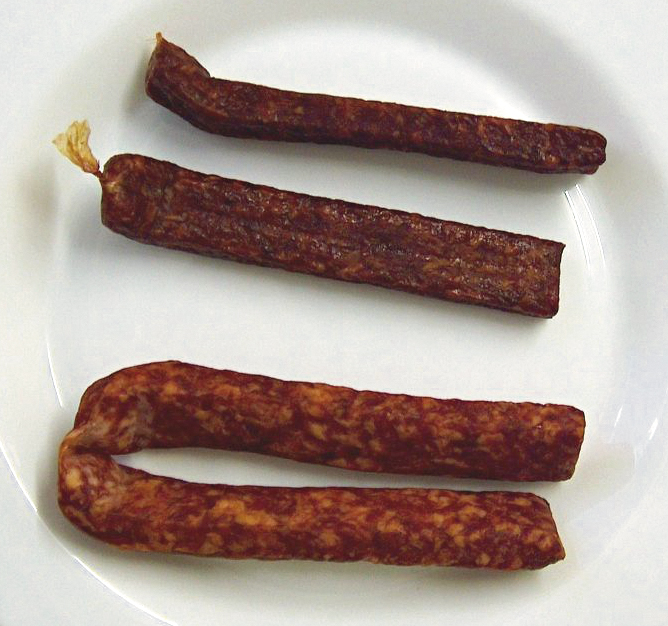
Landjäger in verschiedenen Trocknungsgraden

Als Landjäger (in der französischsprachigen Schweiz und im Elsass gendarme oder gendarmes für das Paar) bezeichnet man portionierte gepökelte Rohwürste. Der Ursprung wird im alemannischen Kulturraum vermutet. Der Name soll auf den Vergleich mit Landjägern zurückgehen.

## Wortherkunft
Das Wort Landjäger ist nach dem Schweizerischen Idiotikon vielleicht auf mundartlich lang tige(n) zurückzuführen, was „lange geräuchert“, „lange luftgetrocknet“ bedeutet. Die scherzhafte Umdeutung ist womöglich dadurch inspiriert, dass das steife Aussehen der Wurst mit der militärischen Steifheit eines Uniformierten verglichen wurde.

## Varianten

### Landjäger in Deutschland
Viele Wurstsorten haben standardisierte Rezepte, die sich im Fleischerhandwerk herausgebildet haben. Die Namen weisen meist auf wesentliche Zutaten und das (vermeintliche) Ursprungsgebiet hin.
Für die Herstellung verwendet man fetten Schweinebauch und durchwachsenes Rindfleisch mit einem Fettanteil von 20 %. Typische Gewürze sind Nitritpökelsalz, Weißer Pfeffer und Kümmel. Zur Vorbereitung kuttert man das Rindfleisch bis zur feinsten Körnung. Das Schweinefleisch wird bis auf Erbsengröße gewolft. Die Würste werden paarweise mit einem Stückgewicht von 80 bis 125 Gramm in Schweinedärmen mit Kaliber 28 mm/32 cm abgedreht. Anschließend werden die Würste in Kästen für 1 bis 2 Tage gepresst, wodurch sie den typischen eckigen Querschnitt erhalten. Nach einer Trocknungsphase von 2 Tagen werden sie ca. 24 Stunden kalt geräuchert. Anschließend sind sie verzehrfähig.
- Landjägerwurst: Das Wurstbrät wird dafür in Kunstdärme mit einem Kaliber 50 mm/60 cm gefüllt. Ansonsten ist die Herstellung identisch.
- Schweizer Landjäger: In Deutschland werden als solche Rohwürste genannt, die magerer sind als die dort Üblichen. Als Gewürze werden Nitritpökelsalz, Pfeffer und Senfkörner verwendet. Ansonsten ist die Herstellung identisch zu den Landjägern.
- Tiroler Landjäger: Dafür verwendet man das Brät von Touristenwurst. Von den anderen Landjägern unterscheiden sich die Würste dadurch, dass sie nicht gepresst werden.
- Pemmikan-Landjäger: Das Nahrungsmittelkonzentrat auf Sojabasis wurde von der Wehrmacht verwendet.

Im Deutschen Lebensmittelbuch ist festgelegt, dass Landjäger schnittfeste Rohwürste aus sehnenreichem Rindfleisch, fettgewebereichem Schweinefleisch und -fettgewebe sind. Besondere Merkmale sind eine mittel- bis feinkörnige Struktur. Sie werden in der Regel in Schweinedünndärmen abgefüllt und flach gepresst.

### Landjäger in der Schweiz
Allgemein bezeichnet man so portionierte Rohwürste aus Rindfleisch und Speck. Sie erhalten ebenso vor dem Räuchern durch Pressen einen eckigen Querschnitt. Als Würzmittel sind Nitritpökelsalz, Rotwein, Kümmel, Pfeffer, Koriander und Knoblauch üblich. Je nach Dialekt ist auch die Variante "Lanteger" gebräuchlich.
- Appenzeller Landjäger (auch Pantli): Für diese Variante aus dem Appenzellerland verwendet man auch Muskelfleisch vom Schwein.